# 赤湾烟墩
赤湾烟墩，位于中国广东省深圳市深圳市南山区赤湾港海湾赤湾山顶，为深圳市的一个市、县级文物保护单位，类型为古建筑，公布时间为1988年7月27日。
赤湾烟墩的历史年代为清代。是南头古城附属军事设施烽火台遗址。 